# Bakh
Bakh (latinsko Bakhus, starogrško starogrško Βάκχος: Bákhos) je vzdevek Dioniza, boga vina, zastrupitve, norosti in ekstaze v grški mitologiji. Rimljani so Bakha uporabljali kot ime za Liber pater, prvotno rimski bog gnojenja rastlin in živali. 
Njemu v čast so prirejali prireditve, imenovane bakanalije.

## Ime
Ustrezen vzdevek (pacie) je bil že med Etruščani v uporabi za boga Fuflunsa. V povezavi s tako imenovanim škandalom bakanalije leta 186 pr. n. št. je bilo na začetku ime Bakh ali Baca za Bakhante, kultne božje spremljevalce, in Bakhanal ali Bakanal za kultno praznovanje, zatirano. To kaže, da so ustrezni izrazi sprva pomenili ekstatične oblike kulta, v nasprotju s tradicionalnimi kultnimi praznovanji Liber.
Vila misterijev v Pompejih prikazuje prizore iz kulta Bakha / Dioniza.

## Sprejem
Leopard (panter) in lev sta bila za Dioniza sveta, zlasti leopard s pikčastim kožuhom. Zato je Bakh pogosto upodobljen kot ikonografski atribut skupaj z leopardom ali s kožo leoparda. V post-antičnem obdobju je Bakh postal končno bog vina. Ikonografija se je odcepila od tradicionalnih oblik, tako da je na primer upodobitev Bakha kot pijanega starca z vinskim vencem v krogu veselih pivcev postala priljubljena tema. Prevzel pa je tudi teme iz mitologije Dioniza, na primer srečanje med Bakhom / Dionizom in Ariadno.
Številni veliki mojstri slikanja so ustvarili slike Bakha, med njimi Leonardo da Vinci, Michelangelo in Tizian. Posebnost je kip pijanega Bakha, ki ga je ustvaril Michelangelo, ameriški slikar Cy Twombly pa se je  Bakhove figure lotil abstraktno, ekspresionistično.
Bakhov kip, ki je desetletja krasil vodnjak gradu v Innviertelu, se je izkazal za zadnje delo nizozemskega kiparja Adriaena de Vriesa in ga je Rijksmuseum v Amsterdamu decembra 2014 za 22,5 milijona evrov dražil na dražbi Christie's v New Yorku.
Johann Strauss mu je posvetil polko - Bachus-Polka (1847).

## Galerija
- Gemälde
- Odkritje medu, Piero di Cosimo
- Bakh, Leonardo da Vinci
- Bakh, Caravaggio
- Bolni Bakh, Caravaggio
- Bakh na bakhanalijah (Peter Paul Rubens)
- Bakhovo zmagoslavje, Diego Velázquez
- Bakh in Ariadna, Tizian
- Bakh in Ariadna, Alessandro Turchi
- Bakh in Ariadna, Caesar van Everdingen
- Železna zavesa v Dunajski državni operi, Bakh, Cy Twombly

## Zuananje povezave
- ca. 2000 Photos von Darstellungen des Bacchus, in der Warburg Institute Iconographic Database Arhivirano 2012-05-15 na Wayback Machine.